# Maserati 3200 GT

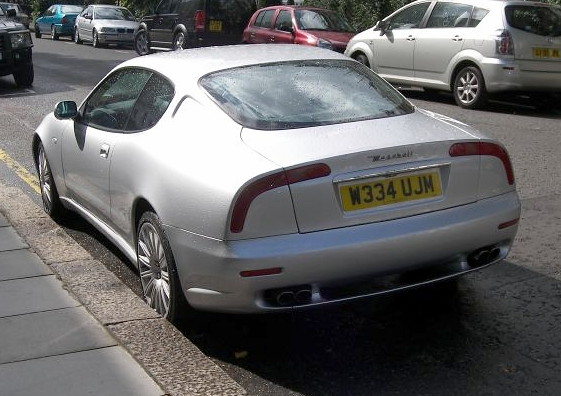
Feux arrière en forme de boomerang de la Maserati 3200 GT.

La Maserati 3200 GT est une voiture coupé GT produite par le constructeur italien Maserati de 1998 à 2001.
Sa robe est signée par le bureau de design Italdesign de Giorgetto Giugiaro, qui a déjà à son actif les précédentes Maserati Ghibli, Bora et Merak. C'est le premier modèle entièrement étudié et mis au point après la reprise du constructeur au Trident par le Groupe Fiat et sa reprise en main par Ferrari.

## Moteur
Le moteur, placé en long à l'avant, est un Maserati V8 de 3 200 cm3 biturbo développant 370 ch. Il est dérivé de celui utilisé sur la Shamal et sur la quatrième série de la Quattroporte. Ce moteur permet à la 3200 GT d'atteindre une vitesse maximale de 285 km/h et de passer de 0 à 100 km/h en à peine 5,2 secondes.

## Caractéristiques techniques
En 2001, Maserati présente au salon de Genève la version "Assetto Corsa", une variante qui offre les sensations de la compétition avec le train avant abaissé de 10 mm et l'arrière de 8 mm, des suspensions raffermies et des amortisseurs à la course réduite.
Ce modèle est reconnaissable à ses feux arrière, des LED en forme de « boomerang » qui ne furent pas homologués sur le marché américain. Maserati dut se résoudre à remplacer prématurément sa « 3200 GT » en 2002 par la Coupé pour assurer sa distribution aux États-Unis.